# برینژ
برینژ (به هلندی: Beringe) یک منطقهٔ مسکونی در هلند است که در پیل ان‌ماس واقع شده‌است. برینژ ۶٫۳۵ کیلومتر مربع مساحت و ۲٬۱۰۲ نفر جمعیت دارد.